# 지방도 제508호선
지방도 제508호선은 충청북도 청주시 흥덕구 오송읍 오송1교차로와 제천시 한수면 탄지리 탄지삼거리를 잇는 충청북도의 지방도이다.
2010년 9월 3일 지방도 제507호선 구간을 편입하였으나 2013년 7월에 다시 분리하였다. 통합 중이었던 2012년 7월 1일에 세종특별자치시가 출범하면서 기존 충청남도 연기군 구간이 지방도 지정에서 해제되었다. 해제된 구간은 세종특별자치시도 제13호선이 되었다.
2017년 7월 7일 지방도 제597호선 전 구간과 지방도 제510호선 구간(단, 미개통 구간이 포함된 증평군 도안면 송정리 광덕사거리 ~ 소수면 소암리 9.1km 구간과 괴산군 장연면 광진리 광진삼거리 ~ 살미면 신당리 공이삼거리 15.5km 구간은 제외)을 편입했다.

## 연혁
- 2002년 1월 18일 : 청원군 오창면 창리 ~ 송대리 1.6km 구간과 청원군 옥산면 남촌리 ~ 청주시 흥덕구 신촌동 4.3km 구간 확·포장 개통[1]
- 2003년 2월 14일 : 노선 폐지 및 재지정으로 종점이 '청원군 오창면 장대리'에서 '청원군 오창면 괴정리'로 변경[2]
- 2007년 8월 3일 : 오송생명과학단지 진입도로 건설에 의해 청원군 강외면 쌍청리 ~ 옥산면 가락리 4.84km 구간에 대한 도로구역 변경[3]
- 2008년 12월 26일 : 지방도 도로구역 지정[4]
- 2010년 3월 19일 : 청원군 오창읍 장대리 ~ 유리 2.8km 구간 지방도 제510호선으로 변경[5]
- 2010년 7월 16일 : 오송역 광장 정비로 도로구역 변경[6]
- 2010년 9월 3일 : 지방도 제507호선을 통합[7]
- 2011년 12월 30일 : 청원군 강외면 쌍청리 ~ 옥산면 신촌리 1.35km 구간 개통[8]
- 2012년 7월 1일 : 세종특별자치시 편입 구간(구 연기군 동면 응암리) 0.8km 폐지[9]
- 2012년 7월 13일 : 청원군 옥산면 신촌리 ~ 청주시 흥덕구 신촌동 3.51km 구간 개통, 청원군 오송읍 만수리 ~ 청주시 흥덕구 신촌동 신촌교 기존 지방도 구간 폐지[10]
- 2012년 9월 14일 : 세종특별자치시 편입 구간(구 청원군 부용면 갈산리 ~ 강내면 저산리) 3.7km 구간 폐지[11]
- 2013년 7월 26일 : 기존 지방도 제507호선이 다시 분리[12]
- 2014년 9월 26일 : 오송 ~ 청주공항간 도로 개설공사로 인해 청주시 흥덕구 오송읍 오송리 ~ 옥산면 덕촌리간 4.7km 구간 도로구역 지정[13]
- 2017년 7월 7일 : 지방도 제597호선 전 구간과 지방도 제510호선 구간(단, 미개통 구간이 포함된 증평군 도안면 송정리 광덕사거리 ~ 소수면 소암리 9.1km 구간과 괴산군 장연면 광진리 광진삼거리 ~ 살미면 신당리 공이삼거리 15.5km 구간은 제외)을 편입하여 종점을 청주시 청원구 오창읍 창리에서 제천시 한수면 탄지리로 변경해 91.81km 구간 연장. 이에 따라 '오송 ~ 오창선'에서 '오송 ~ 한수선'이 됨.[14]
- 2019년 11월 21일 : 오송 ~ 청주공항간 도로(청주시 흥덕구 오송읍 오송리 ~ 옥산면 덕촌리) 4.72km 구간 확장 개통, 기존 5.4km 구간 폐지[15]
- 2022년 2월 1일 : 괴산군 소수면 옥현삼거리 ~ 몽촌리 ~ 소암리 ~ 길선리 8.4km 구간을 지정 해제하고 옥현삼거리 ~  길선길 ~ 길선리 구간으로 변경함. 이에 따라 총 연장이 111.83km에서 106.23km로 변경됨.[16]
- 2023년 7월 15일 : 오송 ~ 청주공항간 도로 궁평2지하차도 침수 사고 발생, 일부구간 단절
- 2023년 12월 29일 : 궁평2지하차도 포함 구간에 미호강변로 도로명 부여
- 2024년 9월 12일 : 궁평2지하차도가 총 4차선 중 2차선만 부분 재개통

## 주요 경유지

### 기존 노선
- 청주시
  - 흥덕구
    - 오송읍 오송삼거리 - 강외초등학교 - 오송리 - 오송역 - 궁평리 - 오송지하도 - 만수리 - 돌다리6교 - 만수 교차로 - 쌍청리 - 쌍청삼거리 - 쌍청교삼거리 - 쌍청교
    - 옥산면 신촌 교차로 - 신촌리 - 덕촌리 - 옥산 나들목 - 옥산교 - 옥산 교차로 - 오산리 - 가락리 - 국사리 - 소로리 - 엘지 교차로 - 남촌리

  - 청원구
    - 오창읍 각리 - 오창과학산업단지 교차로(과학산업단지지하차도) - 양청리 - 송대리 - 주성리 - 창리사거리

### 구지방도 제510호선구간
- 청주시
  - 청원구
    - 오창읍 창리사거리 - 장대교 - 학소교 - 학소리 - 일신리 - 유리삼거리 - 화산삼거리 - 여천삼거리 - 증평 나들목 - 여암교

- 진천군
  - 초평면 여암교 - 진암사거리 - 진암리 - 용산리 - 용기 교차로 - 수의삼거리

- 증평군
  - 증평읍 연탄교 - 연탄 교차로 - 연천교 - 송산리 - 송산 교차로 - 충북인삼농협 - 미암사거리 - 증평일반산업단지 - 미암리 - 똥골고개
  - 도안면 똥골고개 - 노암리 - 노암1 교차로 - 송정1 교차로 - 송정2 교차로 - 광덕사거리

- 음성군
  - 원남면 문암리 - 백마령터널(상행 441m, 하행 480m) - 보천리 - 보천삼거리 - 마송교 - 마송삼거리 - 마송리 - 주봉리

- 괴산군
  - 소수면 옥현1리 - 옥현삼거리 - 길선1 교차로 - 궁굴교 - 찬샘 교차로 - 소수면 행정복지센터 - 소수치안센터 - 소수우체국 - 소수초등학교 - 소수삼거리 - 수리
  - 괴산읍 신항리 - 신항저수지 - 신기리 - 사창리
  - 불정면 세평리 - 제2세평교 - 지장리 - 세평삼거리 - 불정사거리 - 목도교
  - 감물면 목도교 - 계담서원 - 이담삼거리 - 이담리 - 하문교
  - 불정면 하문교 - 하문리 - 조곡교
  - 장연면 조곡교 - 조곡리 - 광진삼거리 - 방곡 교차로

### 구지방도 제597호선구간
- 괴산군
  - 장연면 방곡 교차로 - 방곡삼거리 - 방곡리 - 추점삼거리 - 추점교 - 추점리 - 길용목재 (해발 320m)

- 충주시
  - 수안보면 길용목재 (해발 320m) - 드림리조트 - 황산육교 - 한화리조트 수안보온천 - 온천대교 - 스키장삼거리 - 온천리 - 수안보입구 교차로 - 수안보야구장 - 안보삼거리 - 안보리 - 사문리 - 석문교 - 지릅재 (해발 540m) - 미륵리 - 만수교

- 제천시
  - 한수면 만수교 - 와룡교 - 남문교 - 덕주산성 - 망폭교 - 덕주교 (덕주사입구) - 동창교 - 송계리 - 송계5교 - 송계3교 - 송계2교 - 송계1교 - 탄지삼거리

## 중복 구간
- 진천군 초평면 용기 교차로 ~ 증평군 증평읍 연탄 교차로 : 국도 제34호선과 중복
- 증평군 도안면 광덕사거리 ~ 음성군 원남면 마송삼거리 : 국도 제36호선과 중복
- 음성군 원남면 보천삼거리 ~ 괴산군 소수면 옥현삼거리 : 지방도 제533호선과 중복
- 괴산군 소수면 (길선3리) ~ 찬샘 교차로 : 국도 제37호선, 국가지원지방도 제49호선과 중복
- 괴산군 불정면 불정사거리 ~ 감물면 이담삼거리 : 지방도 제525호선과 중복

## 도로명
- 청주시 흥덕구 오송읍 오송1교차로 ~ 옥산면 신촌2 교차로 : 미호강변로
- 청주시 흥덕구 옥산면 신촌 2교차로 ~ 옥산 교차로 : 오송생명4로
- 청주시 흥덕구 옥산면 옥산 교차로 ~ 증평군 증평읍 미암사거리 : 중부로
- 증평군 증평읍 미암사거리 ~ 도안면 광덕사거리 : 인삼로
- 증평군 도안면 광덕사거리 ~ 음성군 원남면 마송삼거리 : 충청대로
- 음성군 원남면 마송삼거리 ~ 괴산군 소수면 옥현삼거리 : 원소로
- 괴산군 소수면 옥현삼거리 ~ 길선1 교차로 : 길선길
- 괴산군 소수면 길선1 교차로 ~ 찬샘 교차로 : 상경로
- 괴산군 소수면 찬샘 교차로 ~ 소수삼거리 : 소수로
- 괴산군 소수면 소수삼거리 ~ 불정면 세평삼거리 : 관동로
- 괴산군 불정면 세평삼거리 ~ 불정사거리 : 문무로
- 괴산군 불정면 불정사거리 ~ 감물면 이담삼거리 : 감물로
- 괴산군 감물면 이담삼거리 ~ 불정면 조곡교 : 하문로
- 괴산군 장연면 조곡교 ~ 장연면 광진삼거리 : 광진조곡로
- 괴산군 장연면 광진삼거리 ~ 방곡삼거리 : 충민로
- 괴산군 장연면 방곡삼거리 ~ 길용목재 : 미선로
- 충주시 수안보면 길용목재 ~ 황산육교 동단 : 주정산로
- 충주시 수안보면 황산육교 동단 ~ 스키장삼거리 : 온천천변길
- 충주시 수안보면 스키장삼거리 ~ 안보삼거리 : 수안보로
- 충주시 수안보면 안보삼거리 ~ 제천시 한수면 탄지삼거리 : 미륵송계로

## 같이 보기
- 지방도 제507호선
- 지방도 제510호선
- 지방도 제597호선

## 사건사고
- 궁평2지하차도 침수 사고 참고